# Pfarrkirche Moosdorf

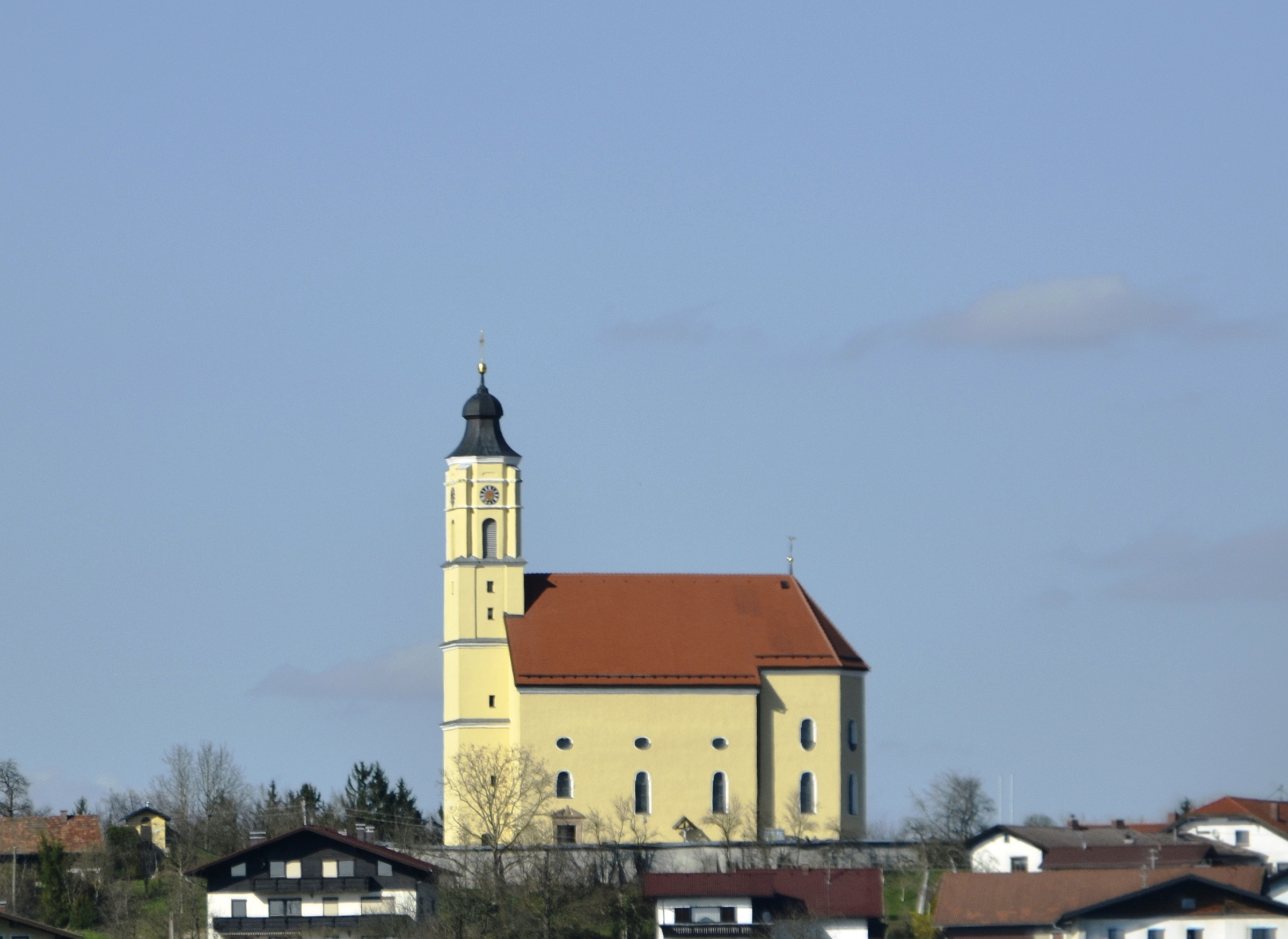
Katholische Pfarrkirche hl. Stephan in Moosdorf

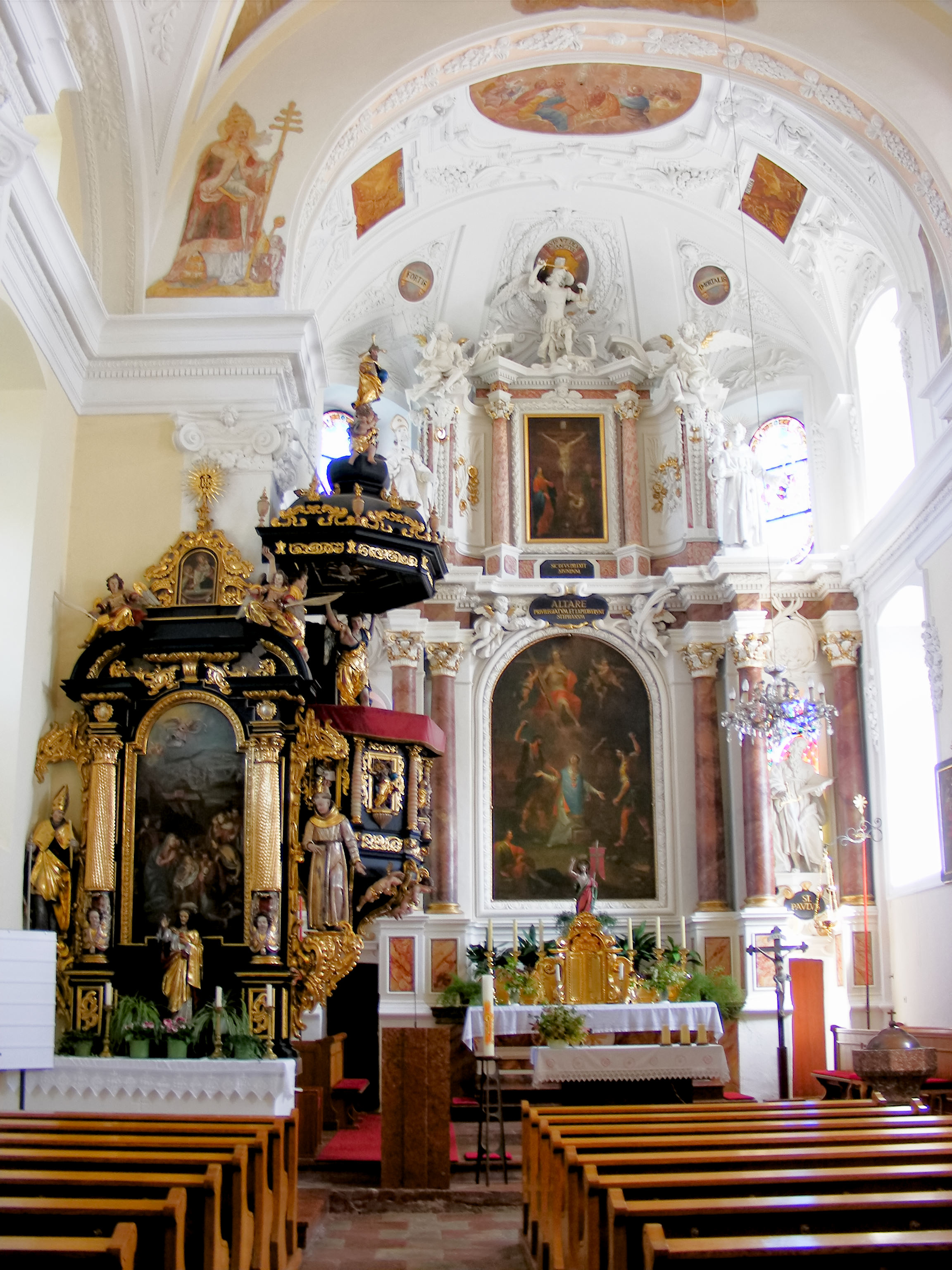
Innenansicht

Die römisch-katholische Pfarrkirche Moosdorf steht in der Gemeinde Moosdorf im Bezirk Braunau am Inn in Oberösterreich. Sie ist dem heilgen Stephanus geweiht und gehört zum Dekanat Ostermiething in der Diözese Linz. Das Bauwerk steht unter Denkmalschutz (Listeneintrag).

## Geschichte
Eine Kirche in Moosdorf wurde 1150 erstmals urkundlich erwähnt. Die ursprüngliche Kirche war gotisch. Sie wurde 1682 durch Josef Vilzkotter neu erbaut und 1709 geweiht.

## Architektur
Kirchenäußeres
Der Westturm hat einen Aufsatz mit abgeschrägten Ecken. Die Blechhaube wurde nach einem Brand im Jahr 1807 aufgesetzt.
Kircheninneres
Das Langhaus der Kirche ist einschiffig und dreijochig. Der Chor ist eingezogen und etwas erhöht. Der einjochige Chor ist im 3/8 geschlossen. Sowohl Langhaus als auch der Chor sind stichkappentonnengewölbt. Die Westempore ist zweijochig. Im Chor ist reicher Stuck, der noch aus der Bauzeit stammt. Im Langhaus ist eine einfache Felderteilung. Das Langhaus ist durch reich verzierte Kapitelle mit Engelsköpfen und Fruchtschnüren gegliedert.

## Ausstattung
Der reich verzierte Hochaltar aus Stuck wurde um 1700 geschaffen und wahrscheinlich Ende des 18. Jahrhunderts verändert. Das Altarbild zeigt den heiligen Stephanus. Das Bild wurde von Anton Hitzenthaler 1797 gemalt und 1900 restauriert. Das alte Hochaltarbild vom Ende des 17. Jahrhunderts hängt heute auf dem Musikchor. Die Seitenaltäre stammen noch aus der alten Kirche, die 1639 geschaffen wurden. Sie wurden um 1680 überarbeitet. Am rechten Seitenaltar ist eine Statue der heiligen Maria mit Kind aus dem zweiten Drittel des 18. Jahrhunderts. Die Kanzel entstand Ende des 17. Jahrhunderts. Das schmiedeeiserne Abschlussgitter ist von 1839.